# 二島站

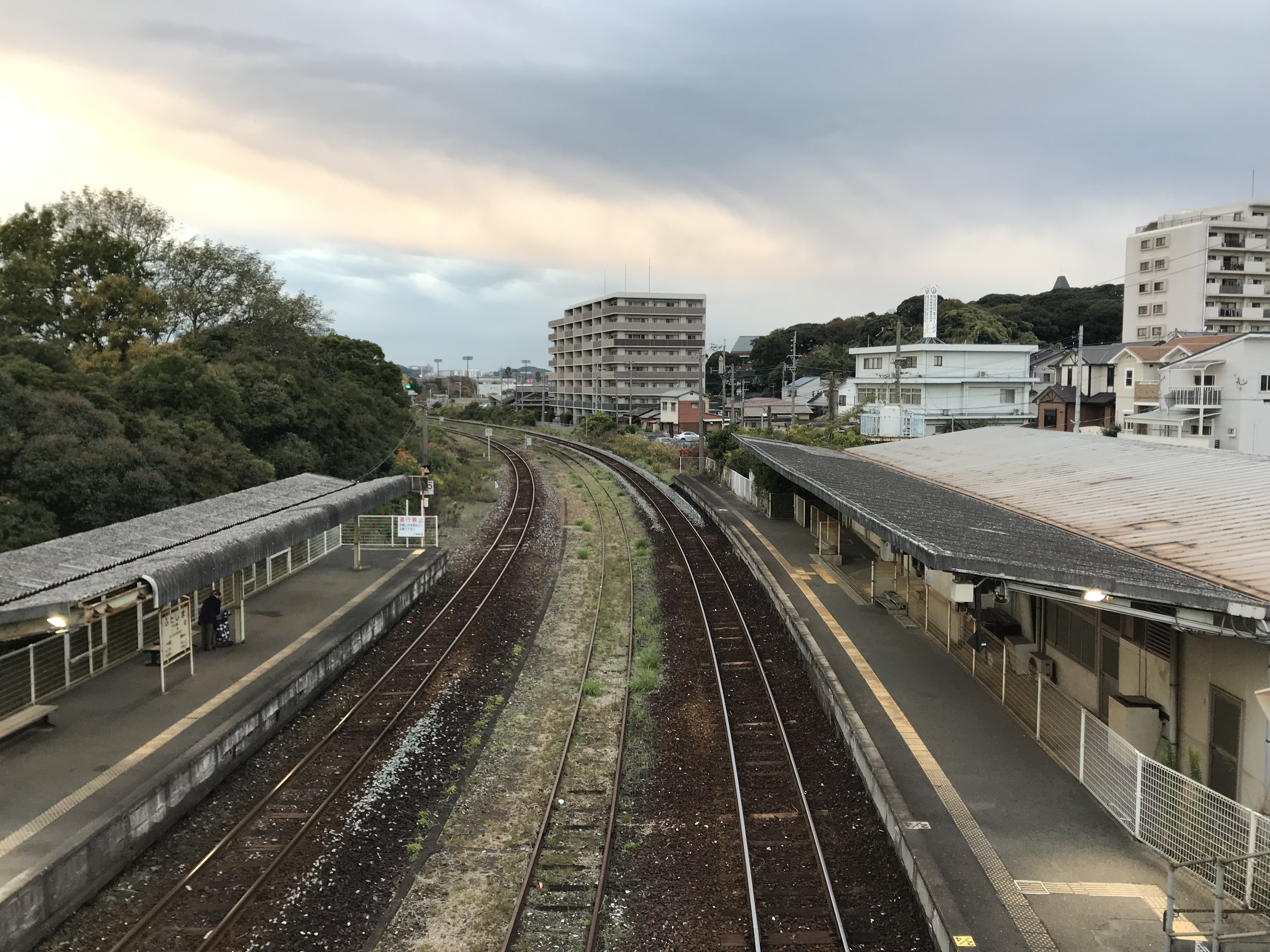
站內

二島站（日语：／ Futajima eki */?）是位於福岡縣北九州市若松區二島一丁目1番1號，九州旅客鐵道（JR九州）的筑豐本線（若松線）車站。車站編號為JE03。

## 歷史
- 1899年（明治32年）8月5日[1]- 九州鐵道（第一代）開設此站。
- 1907年（明治40年）7月1日 - 九州鐵道（第一代）被國有化，由帝國鐵道廳管理。此站成為筑豐本線車站。
- 1987年（昭和62年）4月1日 - 伴隨國鐵分割民營化，車站由九州旅客鐵道（JR九州）營運。
- 2009年（平成21年）3月1日 - 此站可以使用IC卡「SUGOCA」[2]。
- 2017年（平成29年）3月4日 - 若松站至新入站之間（折尾站除外）10座站一同引入車站遠端資訊系統（Smart Support Station）（日语：駅集中管理システム）「ANSWER」。[3][4]。

## 車站構造
車站是一座地面車站，設有2面2線的相對式月台。兩月台之間設有跨線橋連接。
此站設有自動售票機和自動閘機。此站可使用SUGOCA等卡和磁式車票。當乘客在此站使用磁式車票時，乘車時只需直接通過閘口，在下車把車票與車費投入回收箱內。此站可購買SUGOCA。
在2017年3月4日後，此站引入車站遠端資訊系統「ANSWER」（由中間站內的支援中心遠端管理）。

### 月台
| 月台 | 路線   | 上下行 | 方向     |
| ---- | ------ | ------ | -------- |
| 1    | 若松線 | 上行   | 若松方向 |
| 2    | 若松線 | 下行   | 折尾方向 |

## 使用狀況
在2018年（平成30年）度，1日平均乘車人次為1,335人。
根據「JR九州」和「北九州市」資料，以下為近年1日平均乘車人次。
| 年度   | 1日平均 乘車人次 |
| ------ | ---------------- |
| 2000年 | 1,818            |
| 2001年 | 1,685            |
| 2002年 | 1,568            |
| 2003年 | 1,481            |
| 2004年 | 1,464            |
| 2005年 | 1,397            |
| 2006年 | 1,392            |
| 2007年 | 1,369            |
| 2008年 | 1,340            |
| 2009年 | 1,308            |
| 2010年 | 1,328            |
| 2011年 | 1,351            |
| 2012年 | 1,379            |
| 2013年 | 1,407            |
| 2014年 | 1,339            |
| 2015年 | 1,391            |
| 2016年 | 1,412            |
| 2017年 | 1,364            |
| 2018年 | 1,335            |

## 車站周邊
- 國道199號（日语：国道199号）
- 北九州市立二島小學（日语：北九州市立二島小学校）
- 高稜高等學校（日语：高稜高等学校）
- AEON若松購物中心（日语：イオン若松ショッピングセンター）
- Discount Drug COSMOS（日语：コスモス薬品）
- 北九州市立二島中學（日语：北九州市立二島中学校）
- 江川（日语：江川 (福岡県)）
- 八幡汽車學校
- 福岡縣立若松商業高等學校（日语：福岡県立若松商業高等学校）
- 二島郵局（日语：二島郵便局）
- 北九州市立本城運動場（日语：北九州市立本城陸上競技場）
- 沙邦球香皂（日语：シャボン玉石けん）總部
- 北九州市營巴士巴士站（在站內只有落車站，如需乘車，需前往國道199號上的「二島站」巴士站）

## 相鄰車站
九州旅客鐵道（JR九州）
 若松線（筑豐本線）
奧洞海（JE04）－二島（JE03）－本城（JE02）

## 注腳
1. 1 2 3 4 5  . 週刊JR全駅・全車両基地 (朝日新聞出版). 2012-09-23, (07): 21 （日语）.
2. ↑  . 交通新聞 (交通新聞社). 2009-03-03: 1.
3. ↑   (PDF) (新闻稿). 九州旅客鉄道. 2017-02-03  [2020-02-07]. （原始内容存档 (PDF)于2018-09-28） （日语）.
4. ↑  . 交通新聞 (交通新聞社). 2017-02-08: 1.
5. ↑  SUGOCA 利用可能エリア （页面存档备份，存于）（日語） 九州旅客鐵道，截至2019年4月1日（2020年1月13日參閲）
6. ↑   (PDF). 九州旅客鉄道: 1.   [2020-02-07]. （原始内容存档 (PDF)于2019-12-06） （日语）.
7. ↑  北九州（運輸・通信）和 JR上下車人次

## 外部連結
- 二島（車站資訊） - 九州旅客鐵道（日語）